# Mitrastemon
Mitrastemon är ett släkte av tvåhjärtbladiga växter. Mitrastemon ingår i familjen Mitrastemonaceae.
Mitrastemon är enda släktet i familjen Mitrastemonaceae.
Kladogram enligt Catalogue of Life:
| Mitrastemon | \| \| Mitrastemon matudai \| \| \| \| \| \| Mitrastemon yamamotoi \| \| \| \| |
|             | \| \| Mitrastemon matudai \| \| \| \| \| \| Mitrastemon yamamotoi \| \| \| \| |
|             | Mitrastemon matudai                                                           |
|             |                                                                               |
|             | Mitrastemon yamamotoi                                                         |
|             |                                                                               |

## Bildgalleri

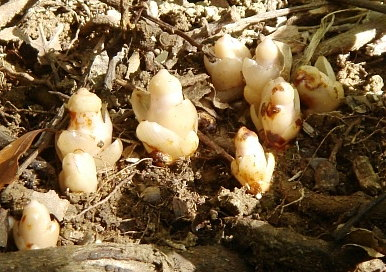